# الكسندر إم. يورك
الكسندر إم. يورك هو سياسي أمريكي، (و. 1838 – 1928 م). انتخب عضو مجلس ولاية كانساس ‏.